# Stundwiller
Stundwiller (deutsch Stundweiler) ist eine französische Gemeinde mit 497 Einwohnern (Stand 1. Januar 2021) im Département Bas-Rhin in der Region Grand Est (bis 2015 Elsass). Die Nachbargemeinden sind Aschbach, Buhl, Hatten und Oberrœdern.

## Geschichte
Von 1871 bis zum Ende des Ersten Weltkrieges gehörte Stundweiler als Teil des Reichslandes Elsaß-Lothringen zum Deutschen Reich und war dem Kreis Weißenburg im Bezirk Unterelsaß zugeordnet.
Stundwiller fusionierte am 1. Juli 1974 mit Aschbach und Oberrœdern. Am 1. Januar 1988 trennte sich Stundwiller von Aschbach und ein Jahr später von Oberrœdern.

### Bevölkerungsentwicklung
| Jahr      | 1910 | 1962 | 1968 | 1975 | 1982 | 1990 | 1999 | 2006 | 2017 |
| Einwohner | 368  | 251  | 268  | 283  | 267  | 263  | 371  | 405  | 491  |

Kirche St. Georg in Stundwiller
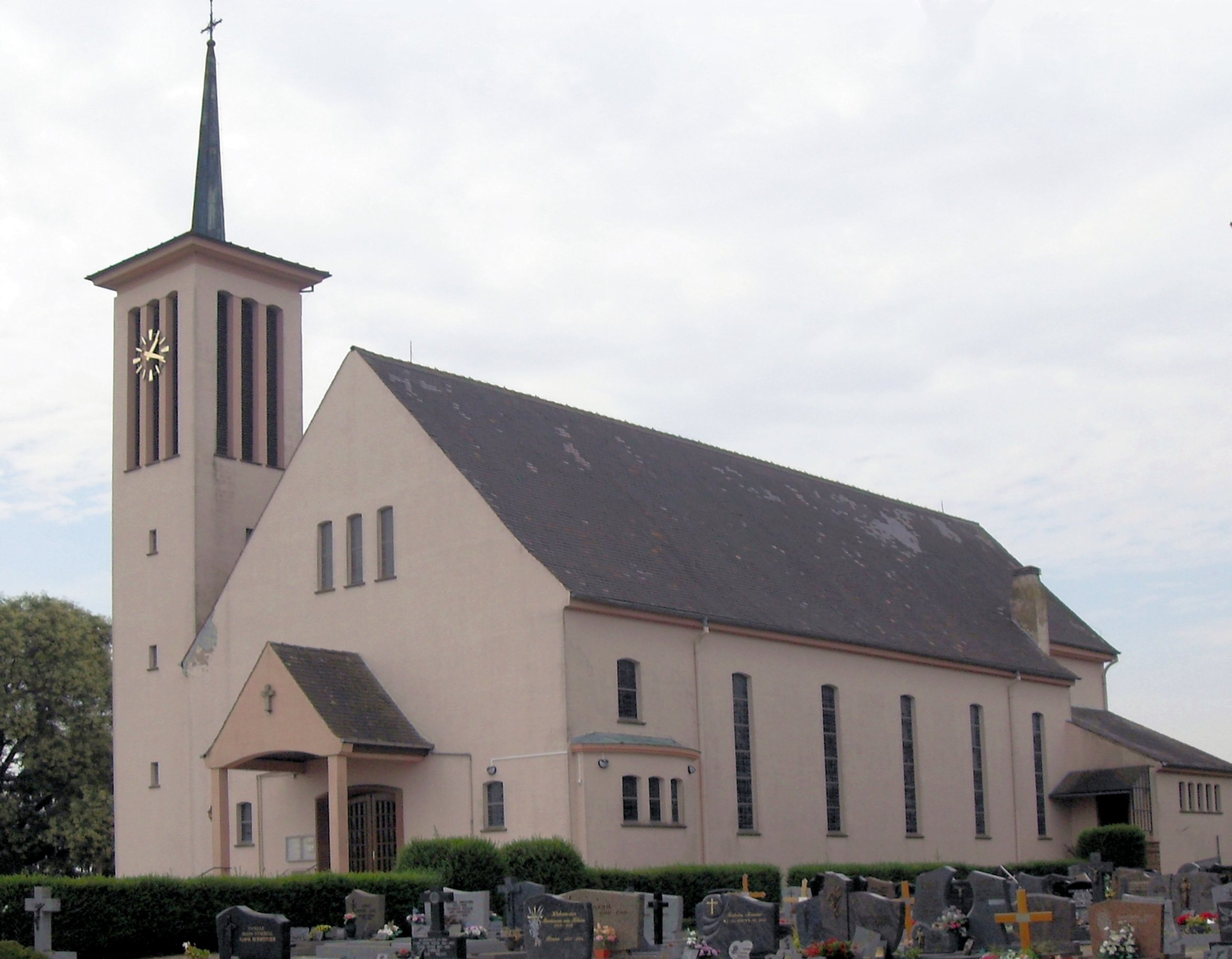
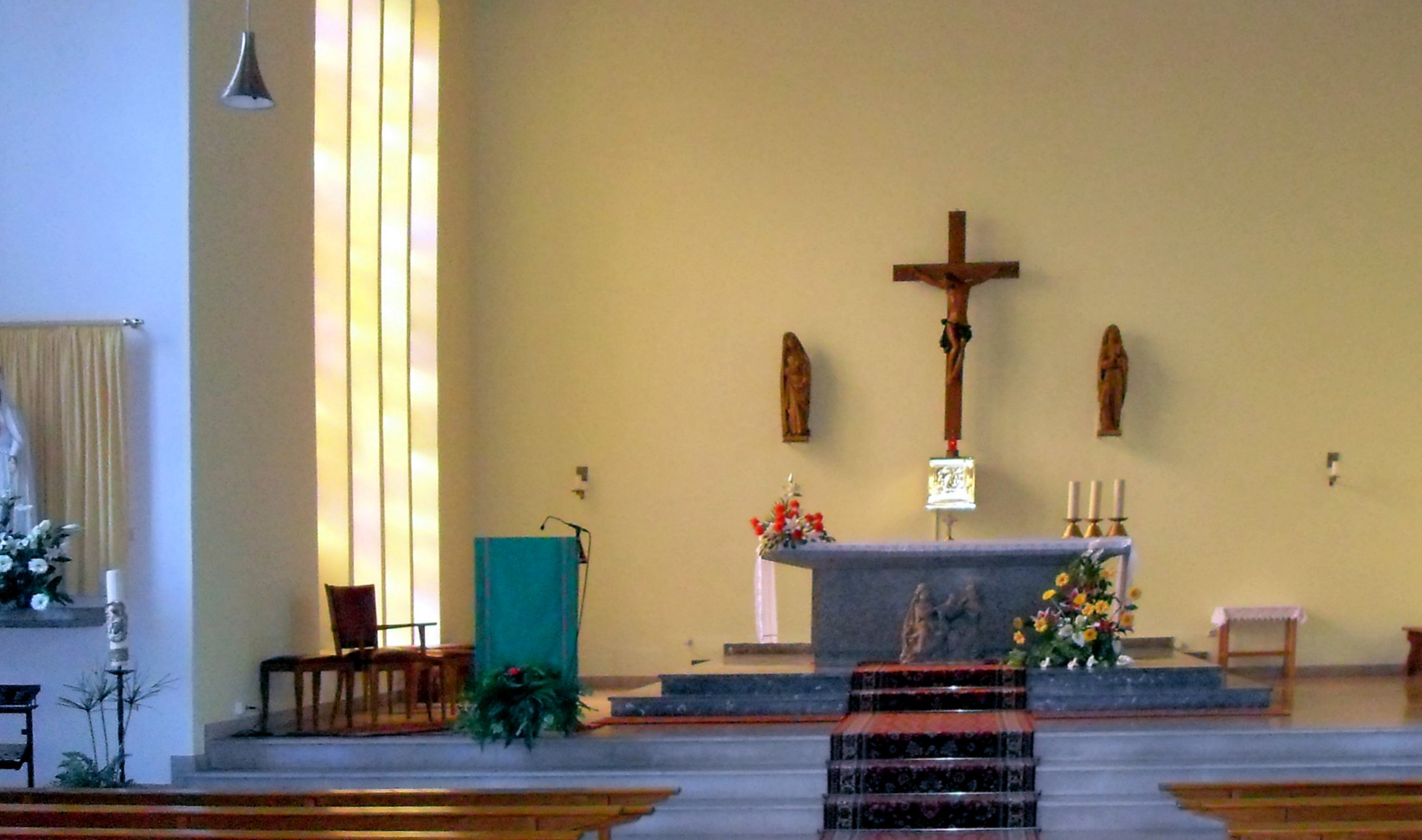

- Le Patrimoine des Communes du Bas-Rhin. Flohic Editions, Band 2, Charenton-le-Pont 1999, ISBN 2-84234-055-8, S. 1291.